# Ciîstopillea (Lenine)
Ciîstopillea (în ucraineană Чистопілля) este localitatea de reședință a comunei Ciîstopillea din raionul Lenine, Republica Autonomă Crimeea, Ucraina.

## Demografie
Componența lingvistică a localității Ciîstopillea
     Rusă (60,59%)
     Tătară crimeeană (27,98%)
     Ucraineană (8,75%)
     Alte limbi (0,53%)
Conform recensământului din 2001, majoritatea populației localității Ciîstopillea era vorbitoare de rusă (60,59%), existând în minoritate și vorbitori de tătară crimeeană (27,98%) și ucraineană (8,75%).